# 68 a.C.

## Eventos
- 178a olimpíada.
- Lúcio Cecílio Metelo e Quinto Márcio Rex, cônsules romanos.
- Sétimo ano da Terceira Guerra Mitridática contra Mitrídates VI do Ponto, sob o comando geral do general Lúculo.
  - Lúculo vence novamente o rei armênio Tigranes, o Grande, sogro de Mitrídates, na Batalha de Artaxata.
  - Depois de meses distantes do território romano sem conseguir capturar Mitrídates, os soldados romanos se amotinam e obrigam Lúculo a deixar a Armênia.
  - No caminho de volta, Lúculo cerca Nísibis.